# Pere Puig Subinyà
Pere Puig Subinyà (San Hipólito de Voltregá, España 1914 – La Paz, Bolivia 1999) fue un empresario y político español. Perteneció a la Unió de Rabassaires y a Esquerra Republicana de Catalunya.

## Biografía

### Segunda República y Guerra Civil Española
Formó parte como concejal de la alcaldía de Barcelona en el consistorio de Carles Pi i Sunyer, pasando poco después a encargarse de la consejería de abastecimientos. Participó activamente en los sucesos de octubre de 1934, por lo cual fue sometido a consejo de guerra.
Cuando estalló la guerra civil española se enlistó en el ejército, pidiendo que se le enviase al frente como soldado. Enrolado en la columna Macià-Companys, fue el comisario político de los partidos republicanos catalanes que alcanzó, ascendiendo finalmente a coronel, la más alta graduación.
Fue alcalde del municipio de San Hipólito de Voltregá desde el 4 de septiembre de 1936 hasta el 17 de febrero de 1937, por la Unió de Rabassaires de Catalunya.
Su fervor ideológico le creó acérrimos enemigos entre los elementos comunistas, que en gran parte dominaban el ejército. En diciembre de 1938 elevó un informe sobre el Ejército al comité permanente de ERC, como comisario delegado de guerra de brigada, ocupando el puesto de comisario de la 62.ª División, parte del XXIV Cuerpo de Ejército, en el que pretendía realizar una fotografía de la composición política de los mandos del Ejército Popular de la República. La queja predominante era que el porcentaje de jefes, oficiales y comisarios que tenían simpatías comunistas, o eran miembros del Partido Comunista de España, era muy elevado: hasta un 50 por ciento y que este alto porcentaje afectaría negativamente la moral de los republicanos en el ejército. A raíz de este informe, que fue traducido al castellano y difundido entre cenetistas y comunistas, fue acusado en 1939 de alta traición a la República, quedando detenido por 12 días.

### Exilio
Por este motivo, con el apoyo de su partido pasó a Francia, donde estuvo refugiado en los campos de internamiento primero de Argelès y después de Agde. De su etapa en estos dice Anna Murià (esposa de Agustí Bartra) en sus notas biográficas sobre Bartra: “Pere Puig era líder, mentor y protector, hermano y padre de los catalanes de los campos de concentración. Los comprendía a todos y se preocupaba por todos”. Durante esta etapa mantuvo comunicación seguida con Carles Pi i Sunyer.
De los campos de concentración pasó a Montpellier, a la residencia que ahí tenía Esquerra Republicana de Catalunya. En los primeros años del exilio fue uno de los líderes más importantes de Esquerra Republicana de Catalunya.
El 20 de agosto de 1944 entró a Barcelona clandestinamente acompañado de su esposa (Montserrat Puig Torrents – “una joven moderna con las ideas claras”) como el primer delegado de la dirección de Esquerra Republicana de Catalunya exiliada en París, bajo la presidencia de Josep Irla, con el fin de reorganizar la dirección del partido en el interior y para constituir un gobierno de unidad de la Generalitat. Adoptó los nombres clandestinos de Esteve Serra o Esteve Serrallonga Mono. Durante esta etapa fue responsable de organización y propaganda de Esquerra Republicana de Catalunya; también responsable de la publicación de la revista “La Humanitat”, y responsable y director de los boletines de información interna del partido “Butlletí” y “Butlletí d´Informació d´ERC” en cuya edición participó activamente también su esposa.
El 24 de enero de 1947 fue detenido y consiguió huir. Algunos protagonistas de la época consideran que esta huida fue facilitada por la policía franquista a causa de las presiones recibidas por el gobernador civil, de los cónsules de las potencias democráticas (que mantenían conversaciones y relaciones con ERC) y otras personalidades catalanas, como José María Pi i Sunyer, decano de la facultad de Derecho de Barcelona.
Entró nuevamente clandestinamente a Barcelona varias veces en 1947, para hacerse cargo de la crisis del partido y para conectar con Pous i Pagès y el Consejo Nacional de la Democracia Catalana y reconducir las difíciles relaciones existentes entre el Consejo y el Gobierno en el exilio, y entre el Consejo y Esquerra Republicana de Catalunya. Además para asumir la representación del presidente Irla para ver las posibilidades, y en lo posible obtener, la constitución de un organismo de unidad de las fuerzas políticas catalanas del interior, contrarias al régimen franquista, y su articulación con el gobierno de Catalunya. Para estos fines mantuvo varias reuniones y entrevistas con varios personajes.
Fue jefe del Servicio de información de la Generalidad de Cataluña en el exilio (1947-49).
En 1949 partió a Bolivia, país donde ejerció puestos directivos en diversas empresas privadas, y montó la suya propia. En este país fue presidente de la Agrupación de Españoles (1953-59), institución apolítica de Cochabamba, miembro de entidades sociales y económicas como la Casa de España y la Cámara de Comercio Española en Bolivia, en esta última por un periodo de 18 años de los cuales seis (1978 a 1984) fue presidente titular.
Durante su exilio escribió varios artículos en el diario Avui.
En 1983 fue nombrado comendador de la Orden del Mérito Civil por su majestad el rey Juan Carlos I por su labor de pleno respaldo al acercamiento entre España y Bolivia.
El personaje Puig del libro de Agustí Bartra “Xabola” esta parcialmente basado en Pere Puig.